# آتش‌سوزی‌های جنگلی ۲۰۲۱ اسرائیل
آتش‌سوزی‌های جنگلی ۲۰۲۱ اسرائیل، چندین آتش‌سوزی جنگلی بودند که در مجاورت اورشلیم رخ دادند.

## گاه‌شمار
در ۱۶ اوت ۲۰۲۱، با شدت گرفتن باد، آتش‌سوزی بزرگی در خارج از اورشلیم دوباره شروع به گسترش کرد و پلیس را مجبور به تخلیه برخی از ساکنان شوا کرد، زیرا آتش‌سوزی به این منطقه نزدیک می‌شد. نیروهای دفاعی اسرائیل چندین هلیکوپتر حمل و نقل را برای کمک به تخلیه گیوات یعاریم به دلیل آتش‌سوزی گسترده جنگلی در خارج از اورشلیم اعزام کردند. ددی سیمچی، رئیس خدمات آتش‌نشانی و نجات اسرائیل، گفت که آتش‌سوزی گسترده جنگلی در خارج از اورشلیم در همان مقیاس آتش‌سوزی کوه کارمل در سال ۲۰۱۰ بود. در طول شب، دیدی سیمچی، رئیس خدمات آتش‌نشانی و نجات، نیروی زیادی را برای محافظت از بیمارستان هداسا در اورشلیم مستقر کرده بود.

## واکنش‌ها

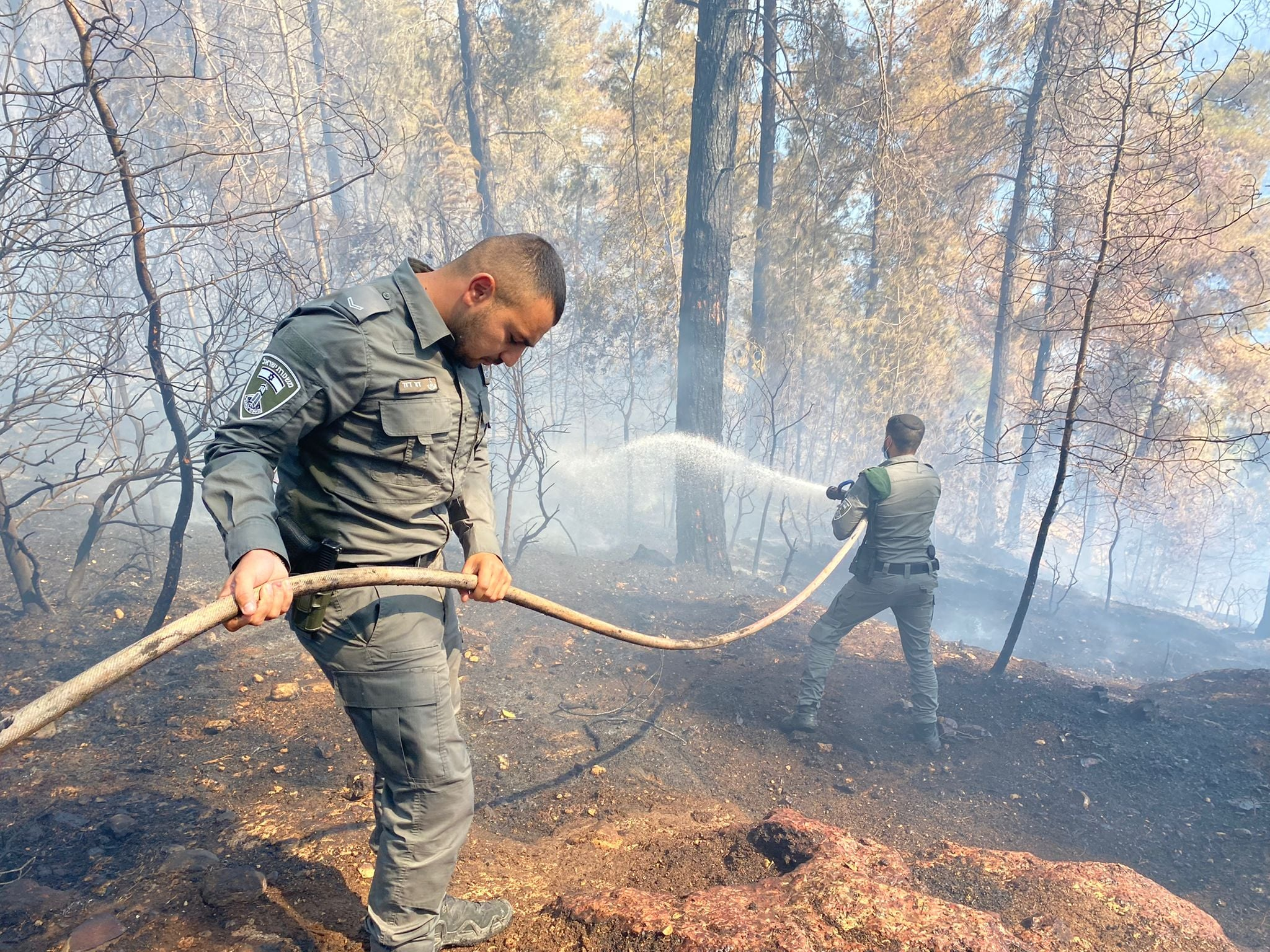
پلیس اسرائیل، ۱۶ اوت ۲۰۲۱

نخست‌وزیر نفتالی بنت به اسرائیل اجازه داد تا درخواست کمک بین‌المللی برای مقابله با آتش‌سوزی بزرگی که در حومه اورشلیم در حال وقوع است را بررسی کند.
یائیر لاپید، وزیر امور خارجهٔ اسرائیل، از یونان، قبرس، ایتالیا، فرانسه و دیگر کشورهای منطقه برای مهار آتش‌سوزی گسترده جنگل‌های حومه اورشلیم درخواست کمک کرد.
در ۱۶ اوت ۲۰۲۱، یائیر لاپید، وزیر امور خارجهٔ اسرائیل، با همتای یونانی خود، نیکوس دندیاس، صحبت کرد و از او خواست هواپیماهای آتش‌نشانی اعزام کند. دندیاس گفت یونان تا جایی که می‌تواند کمک خواهد کرد و همتای قبرسی خود، نیکوس کریستودولیدس، که می‌گوید قبرس آماده است هواپیماهای آتش‌نشانی را برای کمک به اطفای حریق بزرگ جنگلی در حومه اورشلیم اعزام کند، با او صحبت کرد.